# Val-du-Mignon
Val-du-Mignon is een fusiegemeente (commune nouvelle) in het Franse departement Deux-Sèvres (regio Nouvelle-Aquitaine). De plaats maakt deel uit van het arrondissement Niort. Val-du-Mignon is op 1 januari 2019 ontstaan door de fusie van de gemeenten Priaires, Thorigny-sur-le-Mignon en Usseau. 

## Demografie
Onderstaande figuur toont het verloop van het inwonertal (bron: INSEE-tellingen).
Val-du-Mignon telde in 2017 1095 inwoners.